# Arkadij Kuczer
Arkadij Tierientjewicz Kuczer, ros. Аркадий Терентьевич Кучер (ur. 21 lutego?/6 marca 1911 w Obodiwce, zm. 24 grudnia 1991 w Petersburgu) – radziecki wojskowy narodowości ukraińskiej, wiceadmirał, docent.

## Życiorys
Urodził się we wsi Obodiwka w obwodzie winnickim, w rodzinie chłopskiej.
W 1924 roku ukończył 7-klasową szkołę podstawową, a następnie średnią szkołę rolniczą, którą ukończył w 1927 roku. W latach 1931–1932 był etatowym pracownikiem Komunistycznej Partii Bolszewików Ukrainy i pracował w komitecie partyjnym rejonu czeczelnickiego w obwodzie winnickim oraz był redaktorem gazety partyjnej. W 1932 roku wstąpił do Wszechzwiązkowa Partia Komunistyczna (bolszewików).
W grudniu 1932 roku zgłosił się na ochotnika do marynarki wojennej i do marca 1933 roku służył jak marynarz we Władywostoku. Następnie w okresie od marca do listopada 1933 roku był pomocnikiem naczelnika sektora rolnego portu wojennego we Władywostoku. Po czym został skierowany do szkoły oficerskiej i w okresie od listopada 1933 do września 1937 roku ukończył kurs nawigatorów Szkoły Marynarki Wojennej im. Frunzego.
Po ukończeniu szkoły wrócił do Władywostoku i od listopada 1937 do listopada 1938 był dowódcą wachty bojowej na okręcie podwodnym „L-19”. Następnie na krótko przez okres dwóch miesięcy był dowódcą okrętu podwodnego „L-12”, po czym został skierowany na specjalny kurs doskonalący dla dowódców okrętów podwodnych Floty Oceanu Spokojnego, który ukończył w lipcu 1938 roku. Następnie został zastępcą dowódcy okrętu podwodnego „L-12” i funkcję tę pełnił do sierpnia 1941 roku.
Po ataku na ZSRR pełnił nadal służbę na okrętach Floty Oceanu Spokojnego. W okresie od sierpnia 1941 do maja 1944 roku był dowódcą okrętu podwodnego „Szcz-128”, a następnie do lipca 1945 roku dowódcą „Szcz-130”, będąc dowódcą tego okrętu brał udział w działaniach rozpoznawczych przeciwko japońskim portom na półwyspie koreańskim. W lipcu 1945 roku został I oficerem-nawigatorem floty 1 oddziału Wydziału Operacyjnego Sztabu Floty Oceanu Spokojnego, aktywnie uczestnicząc w przygotowaniu operacji Floty Oceanu Spokojnego opanowania portów koreańskich w ramach operacji przeciwko wojskom japońskim na Dalekim Wschodzie i funkcję tę pełnił także po zakończeniu wojny do lipca 1947 roku.
Potem wrócił na stanowiska dowódcze i kolejno był: dowódca 3 dywizjonu 5 Brygady Okrętów Podwodnych (1947 – 1949), 1 dywizjonu 1 Brygady Okrętów Podwodnych (1949 – 1951), dowódcą 124 Brygady Okrętów Podwodnych (1951 – 1953) i dowódcą 9 Brygady Okrętów Podwodnych (1953 – 1954), które wchodziły w skład 7 Floty, przemianowanej maju 1953 roku na Flotę Oceanu Spokojnego, przywracając jej dawną nazwę.
W grudniu 1954 roku został skierowany na akademicki kurs oficerski przy Akademii Marynarki Wojennej im. Woroszyłowa, który ukończył w listopadzie 1955 roku, po czym pozostała w dyspozycji dowódcy marynarki wojennej.
W styczniu 1956 roku został dowódcą 154 Samodzielnej Brygady Okrętów Podwodnych Floty Czarnomorskiej i funkcję pełnił do maja 1957 roku, po czym został szefem sztabu i I zastępcą dowódcy sił podwodnych Floty Bałtyckiej i pełnił ją do maja 1960 roku. Następnie w okresie od maja 1960 do czerwca 1962 roku był komendantem kursów oficerskich przy Akademii Marynarki Wojennej oraz wykładowcą katedry taktyki okrętów podwodnych. W latach 1962–1966 pełnił funkcję pomocnika dowódcy Floty Północnej.
W styczniu 1966 roku został komendantem Wyższej Szkoły Technicznej Marynarki Wojennej im. Dzierżyńskiego, którą to pełnił do marca 1973 roku, w tym czasie uzyskał stopień naukowy docenta.
Następnie krótko był w dyspozycji dowódcy marynarki wojennej i w lipcu 1973 roku przeszedł do rezerwy.
Po przejściu do rezerwy był przewodniczącym Komitetu Weteranów Floty Oceanu Spokojnego i Flotylli Amurskiej. Mieszkał w Petersburgu, gdzie zmarł. Został pochowany na cmentarzu Serafimowskim.

## Awanse
- kontradmirał (25.05.1959)
- wiceadmirał (21.02.1969)

## Odznaczenia
- Order Lenina (1954)
- Order Czerwonego Sztandaru (1950)
- Order Wojny Ojczyźnianej I st. (06.11.1985)[1]
- Order Wojny Ojczyźnianej II st. (1945)
- Order Czerwonej Gwiazdy (dwukrotnie - 03.09.1945[2], 1947)
- Order Czerwonego Sztandaru Pracy (1970)
- Medal „Za zasługi bojowe” (03.11.1944)[3]